# 梁益準
梁益準（韓語：양익준，1975年10月19日—），韓國男演員、电影导演。

## 演出作品

### 電視劇
- 2012年：KBS《世上哪裡都找不到的善良男人》飾演 韓在植
- 2014年：KBS《感激時代：鬪神的誕生》飾演 黃奉植
- 2014年：SBS《沒關係，是愛情啊》飾演 張載凡
- 2015年：MBC《夜行書生》飾演 海序
- 2017年：KBS《推理的女王》飾演 張斗彰
- 2017年：OCN《壞傢伙們：惡的都市》飾演 張成哲
- 2018年：KBS 《To. Jenny》飾演 金賢秀
- 2021年：Netflix《地獄公使》飾演 陳京勳
- 2024年：Netflix《地獄公使2》飾演 陳京勳

### 網路劇
- 2017年：《啊，荒野》飾演 二木建二 / バリカン建二

### 電影
- 2002年：《大口狗談戀愛》
- 2003年：《快樂聖誕》
- 2003年：《愛在繽紛季節》
- 2004年：《阿羅漢》
- 2006年：《強敵》
- 2006年：《我們的幸福時光》飾演 煥圭
- 2007年：《我生命中最糟糕的男人》
- 2008年：《戀人們》
- 2009年：《窒息暴戾》（又名：綠頭蒼蠅）（自編自導自演）
- 2010年：《離家的男人》
- 2011年：《英子妹妹》
- 2011年：《離開》
- 2012年：《家族的國度》
- 2013年：《中學生丹山》
- 2014年：《巨人》
- 2016年：《季春奶奶》飾演忠燮（美術老師）
- 2016年：《春夢》
- 2017年：《啊，荒野-前篇》
- 2017年：《啊，荒野-後篇》
- 2018年：《詩人的愛情》
- 2023年：《毒战2》饰演 禹板昌
- 2024年：《告白 Confession》飾演 柳智勇
- 2024年：《殺手們》飾演 老闆

### MV出演
- 2018年：屋頂月光《職業病》（出演/導演）

### 動畫配音
- 2011年：《豬玀之王》
- 2013年：《偽善者》

## 獲獎
2009年《窒息暴戾》： 

　第30屆韓國青龍電影獎男子新人獎 
  
　第38屆鹿特丹影展最佳影片金虎獎 
   
　第11屆法國多維爾亞洲電影節國際影評人獎  

　第11屆法國多維爾亞洲電影節金荷花獎   
 
　第13屆幻想國際電影節最佳影片     

　第13屆幻想國際電影節最佳男主角獎  

　第7屆太平洋電影節大獎

2011年《窒息暴戾》： 

　第65屆每日電影競賽獎最佳外國影片   

　第84屆日本電影旬報獎最佳外國影  
   
　第84屆日本電影旬報獎讀者選出外國電影導演獎

2017年《啊，荒野》：

　第91屆日本電影旬報獎最佳男配角

2018年《啊，荒野》：

　第12屆亞洲電影大獎最佳男配角

## 外部連結
- NAVER （页面存档备份，存于）